# Vîsoke, Zinkiv
Vîsoke (în ucraineană Високе) este o comună în raionul Zinkiv, regiunea Poltava, Ucraina, formată numai din satul de reședință.

## Demografie
Componența lingvistică a comunei Vîsoke
     Ucraineană (97,01%)
     Rusă (2,79%)
     Alte limbi (0,2%)
Conform recensământului din 2001, majoritatea populației comunei Vîsoke era vorbitoare de ucraineană (97,01%), existând în minoritate și vorbitori de rusă (2,79%).